# جراحة استئصال الكتلة
جراحة استئصال الكتلة أو جراحة الاختزال الخلوي ( CRS ) هي تقليل أكبر قدر ممكن من ( حجم ) الورم، وعادة ما يتحقق عن طريق الاستئصال الجراحي،، يشير مصطلح "cytoreduction" إلى تقليل عدد الخلايا السرطانية. يتم استخدام جراحة استئصال الكتلة بقصد علاجي في بعض أنواع السرطان فقط، حيث أن الإزالة الجزئية للورم الخبيث عمومًا ليست تدخلاً مفيدًا لأغراض علاجية (لأن الخلايا الخبيثة التي تُركت وراءها تتضاعف قريبًا وتجدد التهديد)، يتم التخلص من سرطان المبيض وبعض أنواع أورام المخ قبل بدء العلاج الإشعاعي أو العلاج الكيميائي، مما يجعل هذه العلاجات أكثر فعالية، يمكن استخدامه أيضًا في حالة الأورام البطيئة النمو لتحويل الخلايا السرطانية من مرحلة دورة الخلية إلى تجمع التناسخ.
في أنواع أخرى من السرطان التي لا تكون فيها عملية جراحة استئصال الكتلة علاجية، يتم ذلك أحيانًا بقصد ملطف للتخفيف من التأثير الشامل، فعلى سبيل المثال يمكن للأورام التي تضغط بكميات كبيرة على الرئتين أو المريء أن تضعف التنفس أو البلع، وفي هذه الحالة يمكن أن تؤدي جراحة استئصال الكتلة إلى تحسين نوعية الحياة وتمديد البقاء على قيد الحياة بغض النظر عن عدم علاج السرطان.
عادةً ما تكون إجراءات جراحة استئصال الكتلة طويلة وغالبًا ما تكون معقدة وتستغرق عدة ساعات أو أكثر لأدائها اعتمادًا على المشاركة الداخلية والموقع.